# Rivière Piché
Pour les articles homonymes, voir Piché.
La rivière Piché est un affluent de la rive ouest de la rivière Thompson, coulant dans la ville de Val-d'Or, dans la municipalité régionale de comté (MRC) de La Vallée-de-l'Or, dans la région administrative du Abitibi-Témiscamingue, au Québec, au Canada.
Les activités récréotouristiques constituent la première activité économique du secteur, notamment la navigation de plaisance sur les lacs De Montigny, Blouin et Lemoine.

## Géographie
Les bassins versants voisins de la rivière Piché sont :
- côté nord : lac De Montigny, rivière Harricana ;
- côté est : rivière Thompson, lac Lemoine ;
- côté sud : lac Fournière, lac Lemoine ;
- côté ouest : rivière Fournière, rivière Héva, Petite rivière Héva.

La source de la rivière Piché est située à l'embouchure du lac Fournière lequel est surtout alimenté par la rivière Fournière. Cette embouchure est située à la limite de la municipalité de Rivière-Héva et de la ville de Val-d'Or.
À partir de l'embouchure du lac Fournière, la rivière Piché coule sur environ 15 km, d'abord vers le nord puis vers l'est en longeant la route 117 (du côté sud) et en traversant un lac jusqu'à sa décharge.
La rivière Piché se déverse au fond d'une baie de la rive gauche de la rivière Thompson. Cette embouchure est située au sud-est de l'embouchure de la rivière Harricana sur le lac Malartic et au sud-ouest du centre-ville de Val-d'Or .

## Toponymie
Parfois, la rivière Piché est désigné « rivière Thompson ». Cet hydronyme évoque le souvenir de Gustave-Clodimir Piché (1879‑1956), fonctionnaire du ministère des Terres et Forêts du Québec et ingénieur forestier. Il est reconnu comme l'un des pionniers de la foresterie québécoise. Il a fondé une importante pépinière en 1907, à Berthierville, dans la région de Lanaudière. Il est l'auteur de rapports et d'articles sur l'Abitibi et sur les arbres de la province de Québec. Cette désignation toponymique est attestée dans le Dictionnaire des Rivières et Lacs de la Province de Québec (1925),.
Le toponyme rivière Piché a été officialisé le 8 décembre 1968 à la Commission de toponymie du Québec.